# Mike Cestor
Mike Botuli Cestor (ur. 30 kwietnia 1992 w Paryżu) – kongijski piłkarz, grający na pozycji środkowego obrońcy, były zawodnik polskiego klubu Radomiak Radom. Dawny reprezentant DR Konga do lat 20.